# Spoorlijn Oslo - Eidsvoll
De spoorlijn Oslo - Eidsvoll ook wel Hovedbanen genoemd is een Noorse spoorlijn tussen de hoofdstad Oslo en de plaats Eidsvoll, provincie Akershus. Het is de oudste spoorlijn van het land.

## Geschiedenis
De bouw van de Hovedbanen werd door de Norge-Hoved-Jernbane (NHJ) op 8 augustus 1851 gestart. Het traject werd op 1 september 1854 geopend.

## Treindiensten
De Norges Statsbaner verzorgt het personenvervoer op dit traject met NSB Regiontog / RB treinen.
De treindienst wordt onder meer uitgevoerd met treinstellen van het type BM 69 en het type BM 72.
- RB 450: Eidsvoll - Oslo S - Drammen - Kongsberg

## Aansluitingen
In de volgende plaatsen was of is er een aansluiting van de volgende spoorwegmaatschappijen:

### Oslo Sentralstasjon
- Bergensbanen, spoorlijn tussen Bergen en Oslo S
- Drammenbanen, spoorlijn tussen Drammen en Oslo S
- Dovrebanen, spoorlijn tussen Trondheim en Oslo S
- Sørlandsbanen, spoorlijn tussen Stavanger en Olslo S
- Gjøvikbanen, spoorlijn tussen Gjøvik en Oslo S
- Østfoldbanen, spoorlijn tussen Kornsjø en Oslo S
- Kongsvingerbanen, spoorlijn tussen Magnor en Oslo S
- Gardermobanen, spoorlijn tussen Nye Eidsvoll en Oslo S
- Follobanen, spoorlijn tussen Ski en Oslo S

### Lillestrøm
- Kongsvingerbanen, spoorlijn tussen Magnor en Oslo S
- Dovrebanen, spoorlijn tussen Trondheim en Oslo S
- Gardermobanen, spoorlijn tussen Nye Eidsvoll en Oslo S

### Eidsvoll
- Dovrebanen, spoorlijn tussen Trondheim en Oslo S
- Gardermobanen, spoorlijn tussen Nye Eidsvoll en Oslo S

## Elektrische tractie
Het traject werd op 1 september 1956 geëlektrificeerd met een spanning van 15.000 volt 16 2/3 Hz wisselstroom.

## Afbeeldingen

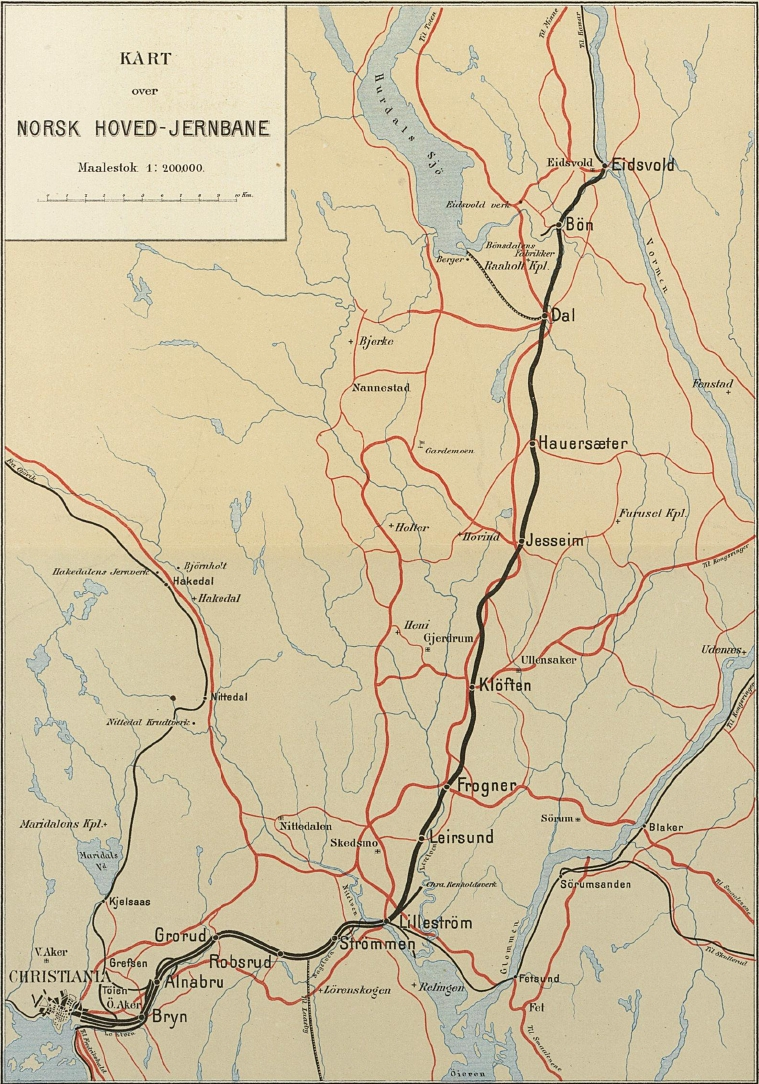
Trajectkaart, 1904
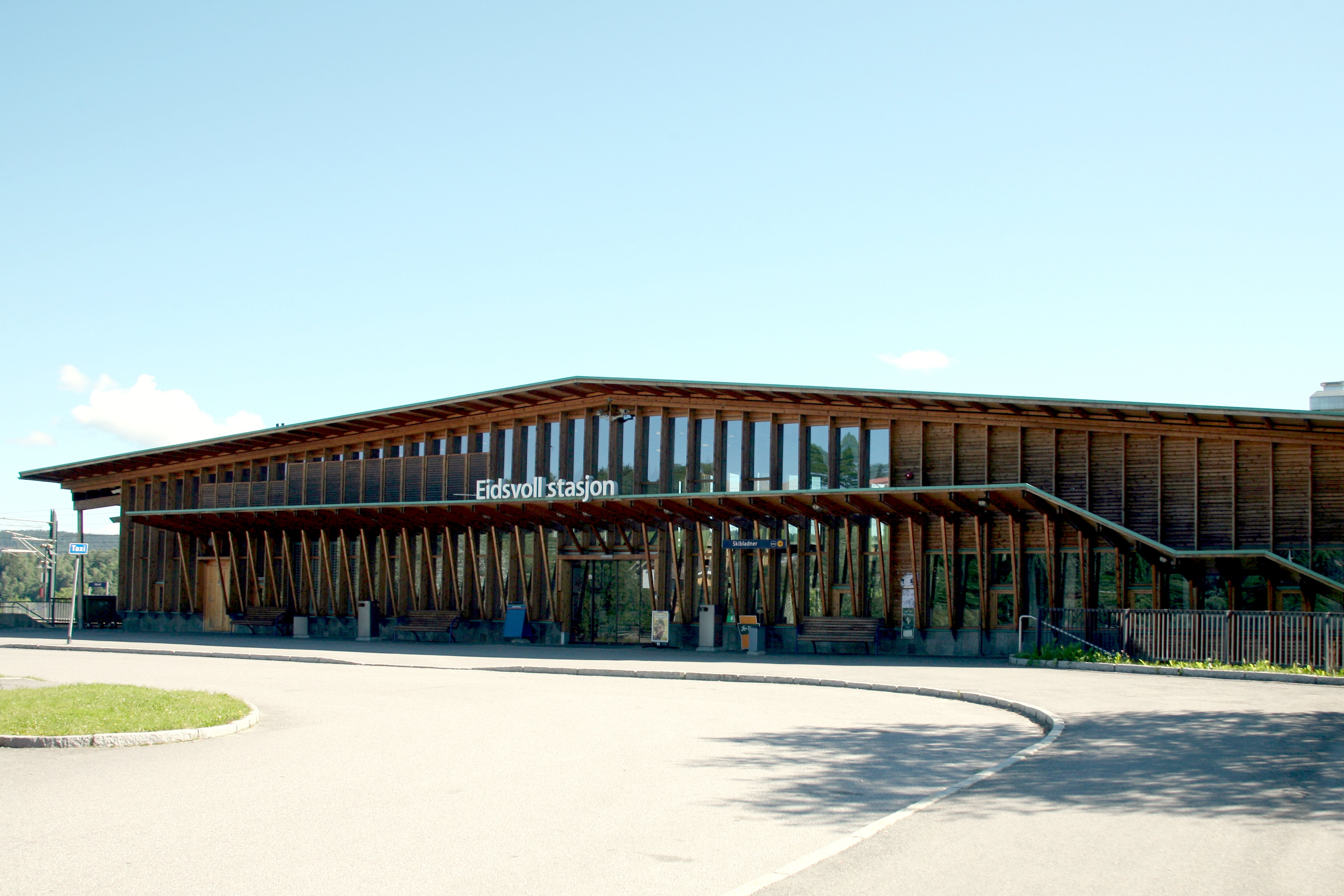
Station Eidsvoll
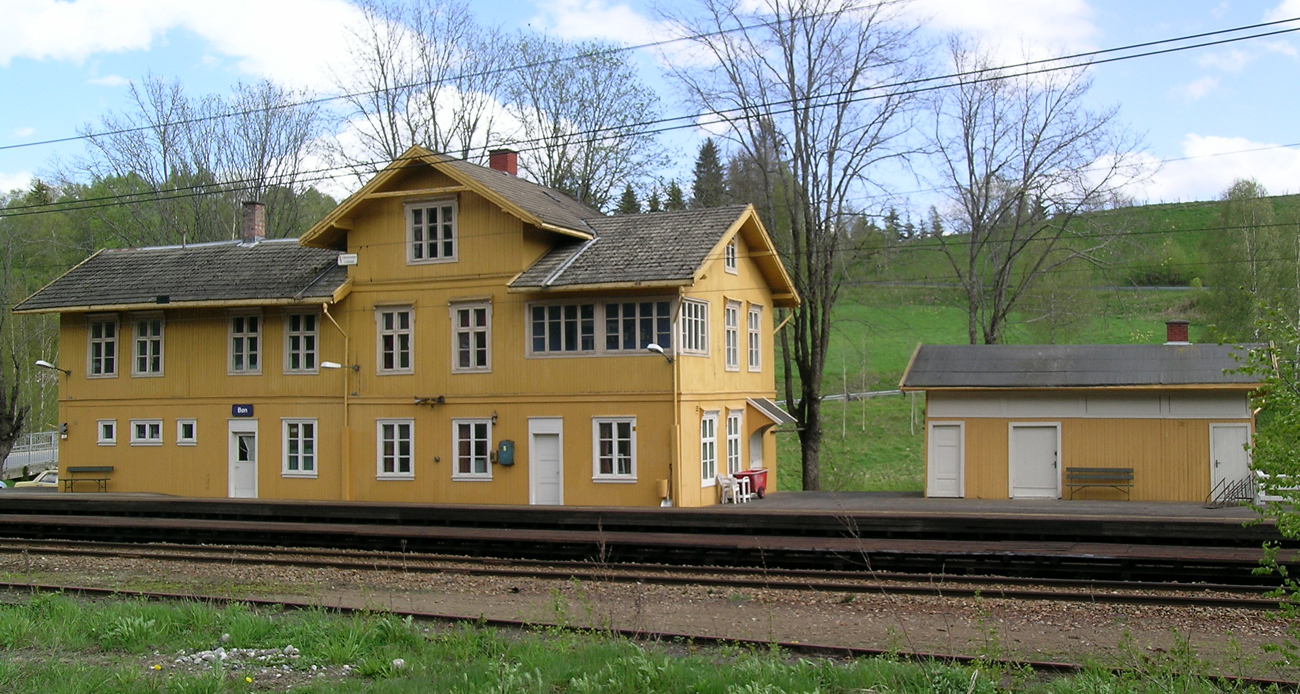
Station Bøn
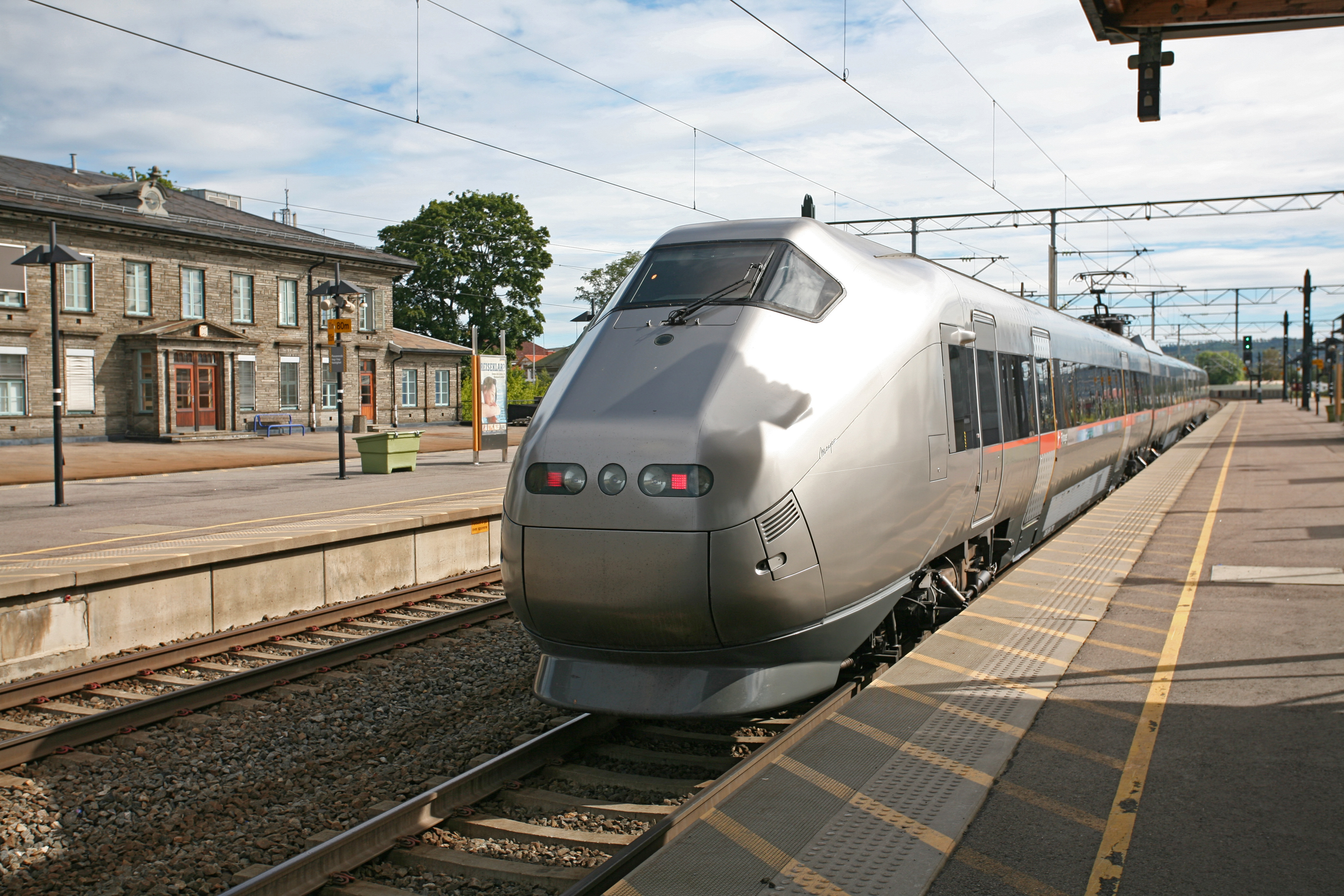
Station Lillestrøm
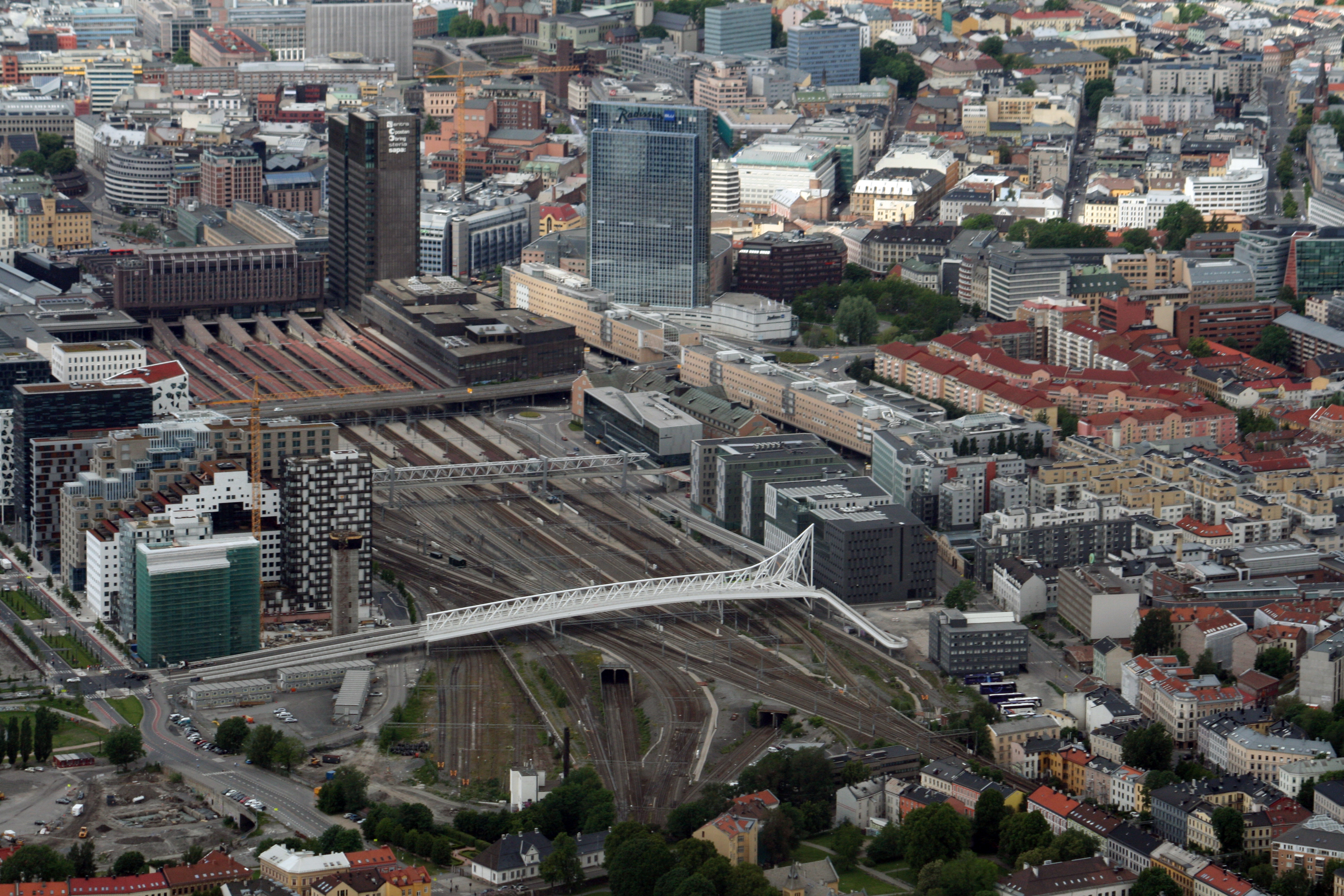
Oslo centraal station